# Viry (Jura)
Viry é uma comuna francesa na região administrativa de Borgonha-Franco-Condado, no departamento de Jura. Estende-se por uma área de 25,4 km². Em 2010 a comuna tinha 959 habitantes (densidade: 37,8 hab./km²).